# Royal Copenhagen

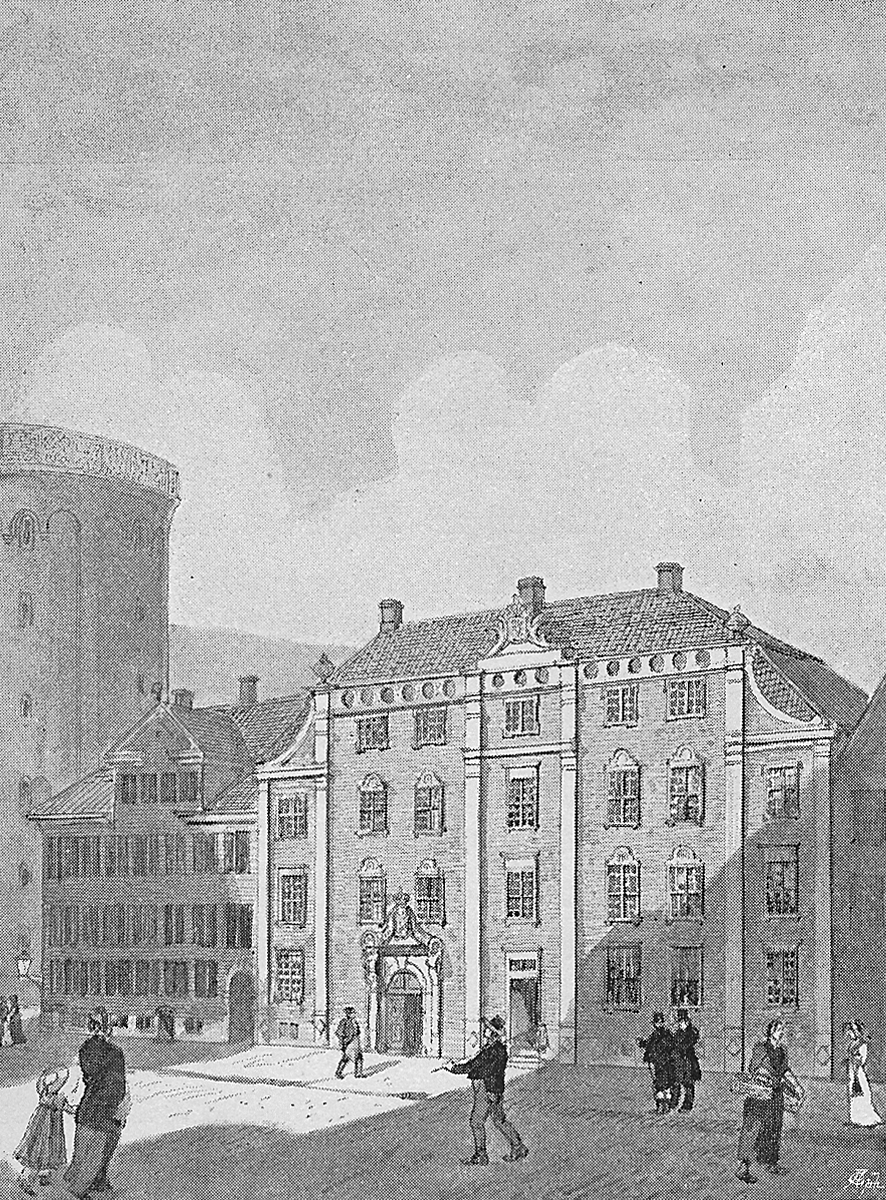
Die Porzellanmanufaktur im Stadtzentrum, Købmagergade, 1. Hälfte 19. Jahrhundert.

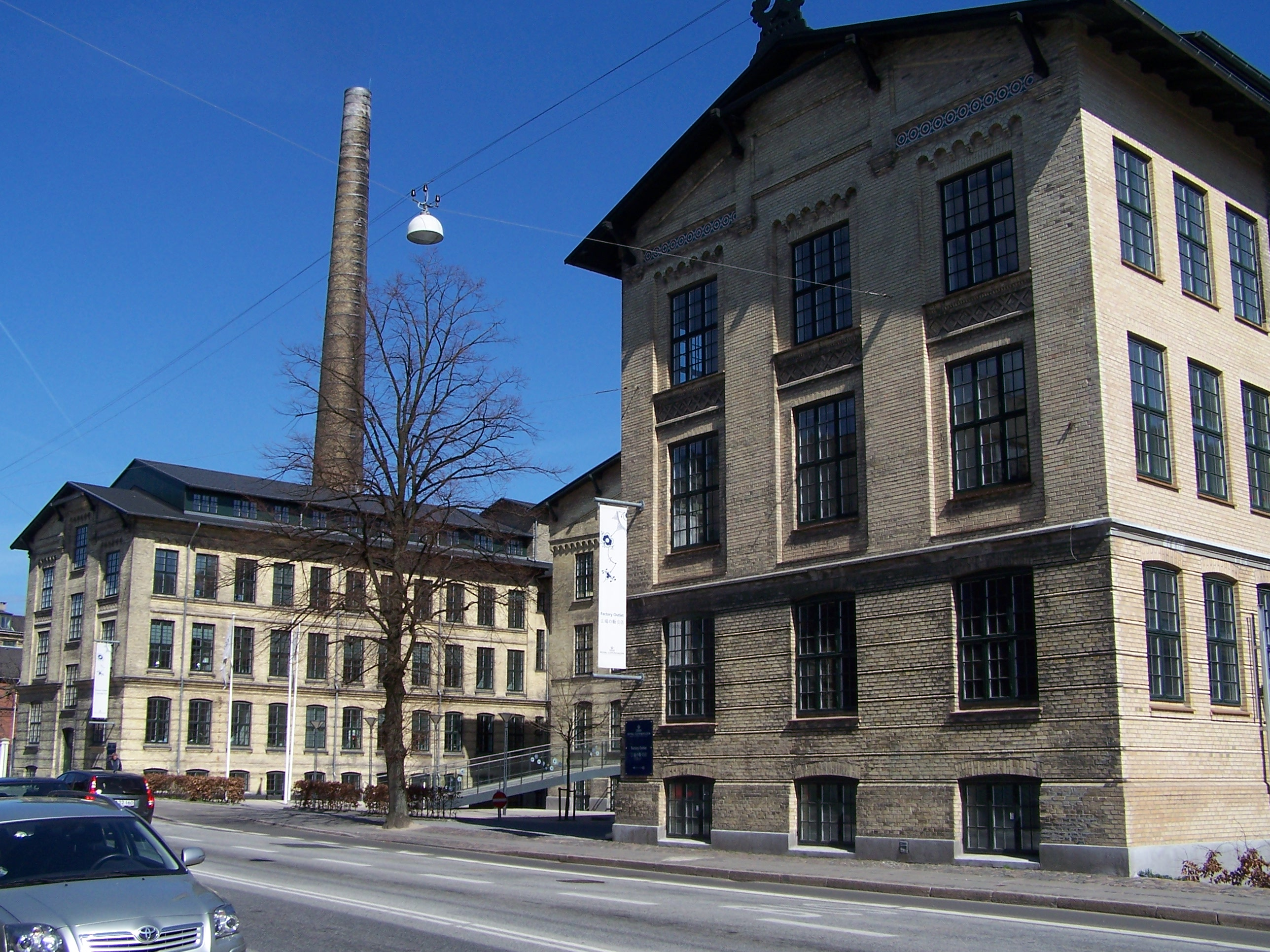
In der ehemaligen Fabrik in Frederiksberg befindet sich heute ein Outlet.

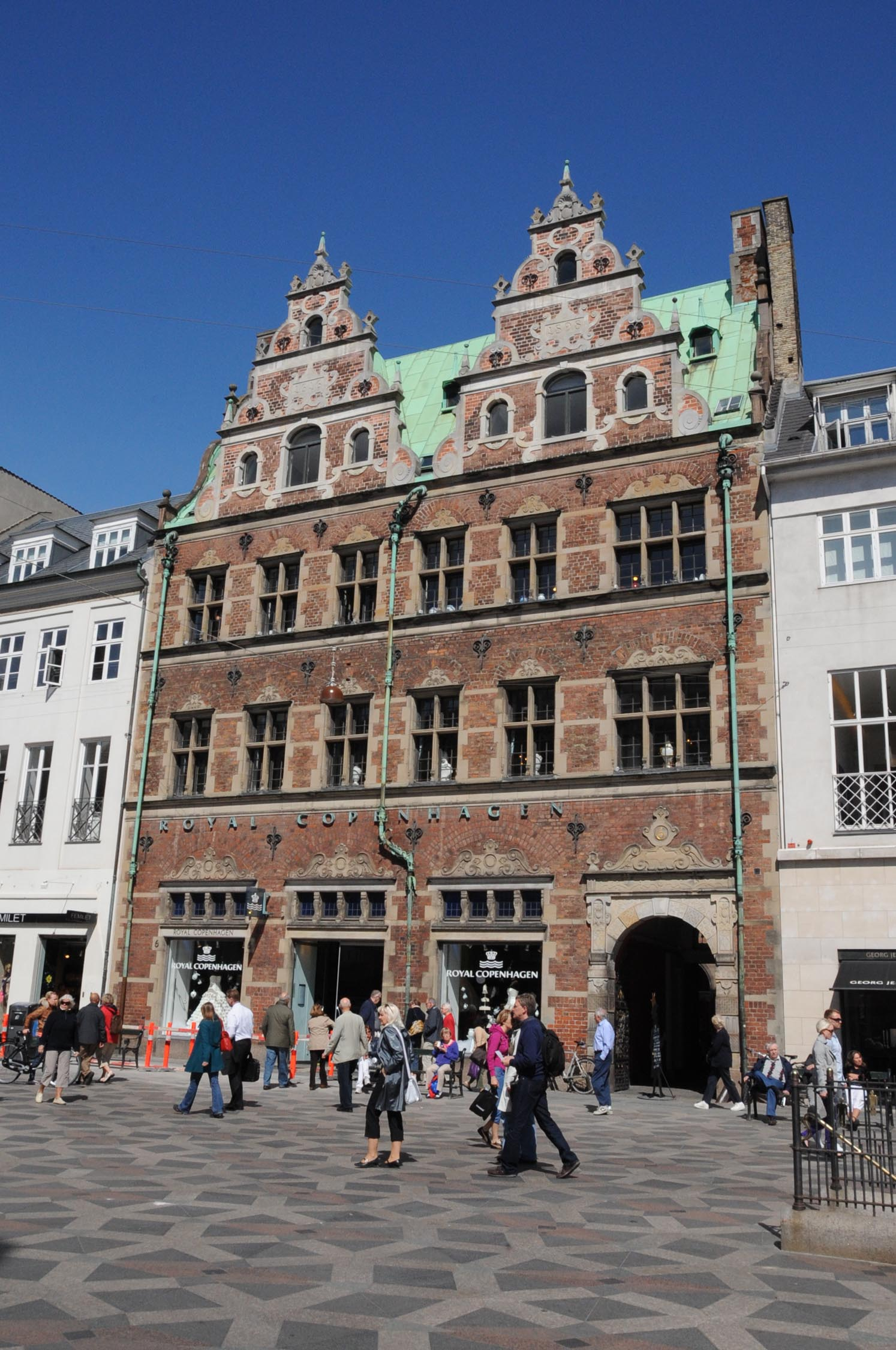
Flagship Store am Kopenhagener Amagertorv, Strøget.

Royal Copenhagen, deutsch auch Königlich Kopenhagen, ist die Marke der Königlichen Porzellanmanufaktur in Kopenhagen (dänisch Den kongelige Porcelænsfabrik). Seit 2012 gehört das Unternehmen zum finnischen Fiskars-Konzern. Die Porzellanmalerei wurde 2013 nach Thailand verlagert, nur das berühmte Service Flora Danica wird noch in Dänemark hergestellt.

## Geschichte
Die Manufaktur wurde am 1. Mai 1775 von dem Apotheker und Arkanisten Frantz Heinrich Müller (1732–1820) in Kopenhagen gegründet und bis 1801 geleitet. Grundlage war Fachwissen, das die Brüder Luplau nach Kopenhagen gebracht hatten. Sie hatten in der Porzellanmanufaktur Fürstenberg gearbeitet, die viele Meissener Modelle und Dekore kopierte. Im Jahr 1761 zog Christian Luplau, der Maler, nach Dänemark und dann 1776 Anton Carl Luplau, der Modelleur. Sie brachten ihre Kenntnisse mit und um 1775 begann die Kopenhagener Manufaktur damit Porzellan mit Strohblumenmuster zu bemalen.
Das notwendige Rohmaterial bezog Frantz Heinrich Müller unter anderem von dem Apotheker Marc-Hilaire Vilaris (1719–1792) in Bordeaux, der 1766 entsprechende Kaolin-Vorkommen bei Saint-Yrieux im Limousin entdeckt hatte. Das junge Unternehmen wurde zunächst mit der Zusage eines Monopols auf 50 Jahre staatlich gefördert. Das Patronat übernahm die Königinwitwe Juliane Marie. Bereits 1779 wurde jedoch ein finanzielles Engagement des Königshauses in der Manufaktur erforderlich, die damit in Staatsbesitz überging.
Ein knappes Jahrhundert später erfolgte 1868 eine Privatisierung und die Königliche Porzellanmanufaktur bekam wieder private Gesellschafter. Im Jahr 1882 erwarb die Fayencefabrik Aluminia alle Anteile und verlegte die Produktion nach Frederiksberg vor die Tore der Stadt. Aluminia-Fayencen wurden bis 1969 unter diesem Namen produziert, seitdem werden sie als Royal Copenhagen Fayence vermarktet.
Bedingt durch die Koalitionskriege und die Kontinentalsperre kam die Produktion zwischen 1806/07 und 1816 zum Erliegen. Während der dänischen Nationalromantik machte sich Gustav Friedrich von Hetsch, Architekt und künstlerischer Leiter der Manufaktur von 1828 bis 1864, um die Empireformen des Porzellans verdient. Danach war die künstlerische Leitung länger in den Händen des Malers Heinrich Hansen, der für die Nordische Neorenaissance steht. Hansen schuf Tafelgerätfolgen mit den Ansichten der königlichen Schlösser, 1873 nahm er mit einer Riesenvase an der Weltausstellung in Wien teil, die er innen mit einer Ansicht des Petersdoms in Rom ausgemalt hatte. In der Zeit von 1884 bis 1916 war der Architekt Arnold Krog (1856–1931) richtungsweisend in der Gestaltung.
Im Rahmen einer Expansionsstrategie im Luxusgütersegment erwarb Royal Copenhagen den dänischen Silberhersteller Georg Jensen (1972) und schloss sich mit dem Glashersteller Holmegaard (1985) sowie dem 1853 gegründeten Wettbewerber Bing & Grøndahl (1987) zusammen. Der entstandene Konzern Royal Scandinavia wurde 2001 von der Investitionsgesellschaft Axcel gekauft. Der Fonds gab seine Beteiligung 2012 an den finnischen Konzern Fiskars weiter. Der Glashersteller Holmegaard wurde im Rahmen eines Buyouts an das Management veräußert und ging danach in Konkurs. Marke und Produktion übernahm die Rosendahl Design Group.

## Produkte
Das bedeutendste Produkt ist das Tafelservice „Flora Danica“, das auch heute noch vom dänischen Königshaus bei festlichen Anlässen benutzt wird.
Zu den Klassikern zählt die Blaumalerei, teils auf geriffeltem Porzellan (gebrochener Stab), dänisch Musselmalet (wörtlich muschelgemalt), das Muster Nr. 1. Es wird auch mit spielerisch übergroßen Motiven angeboten; zeitweilig war es zusätzlich in den Farbtönen Schwarz, Orange und Türkis erhältlich.
Um 1900 wurde Fanny Gardes Möwenservice populär, dessen Unterglasurbemalung viel Beachtung fand. Durch die Übernahme von Bing & Grøndahl zählt es zum Traditionsbestand von Royal Copenhagen.
Als Geschenk- und Sammelobjekte haben Reisesouvenir-, Weihnachts-, Neujahrs- und Muttertagsteller eine lange Tradition.

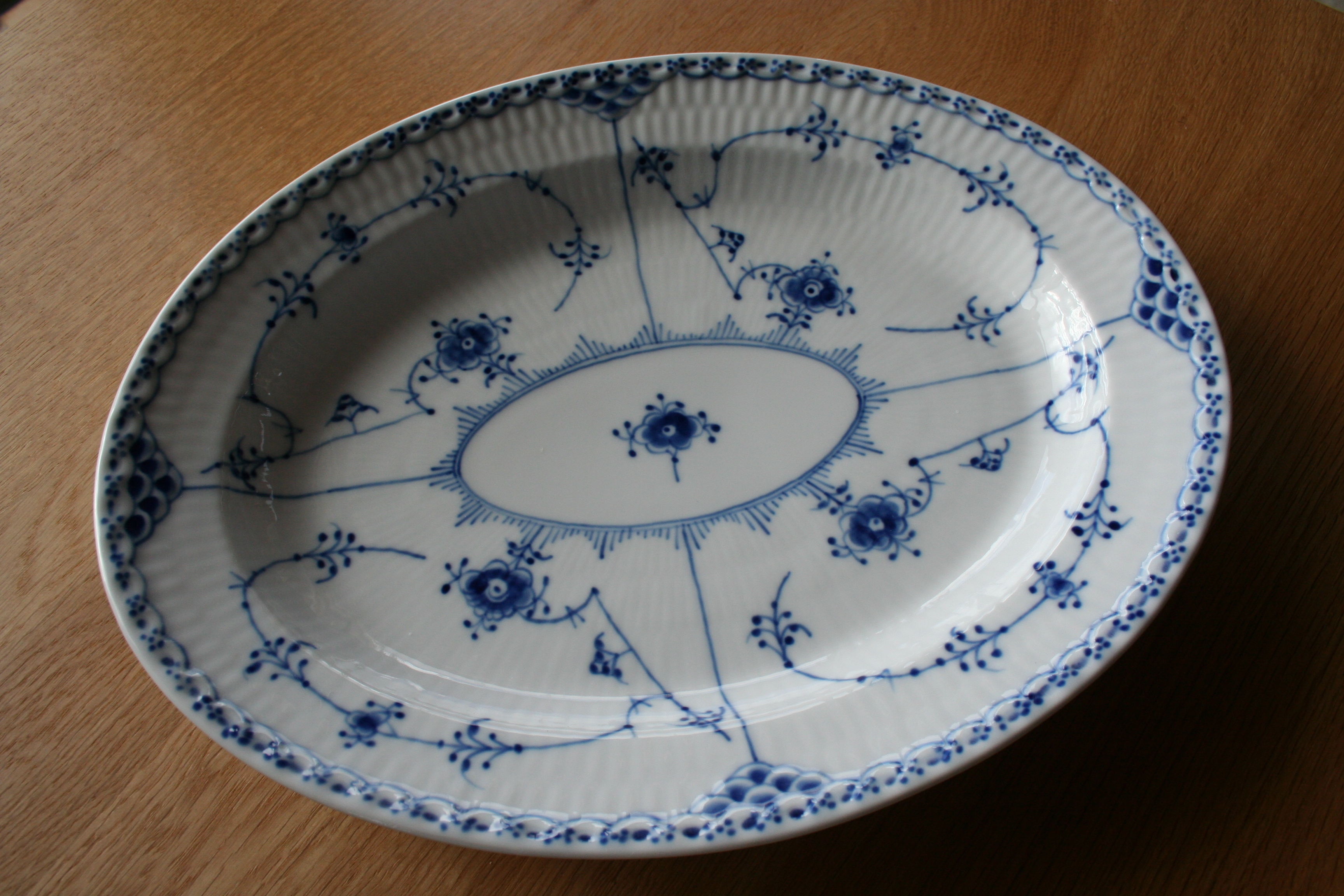
Flache Schale Musselmalet
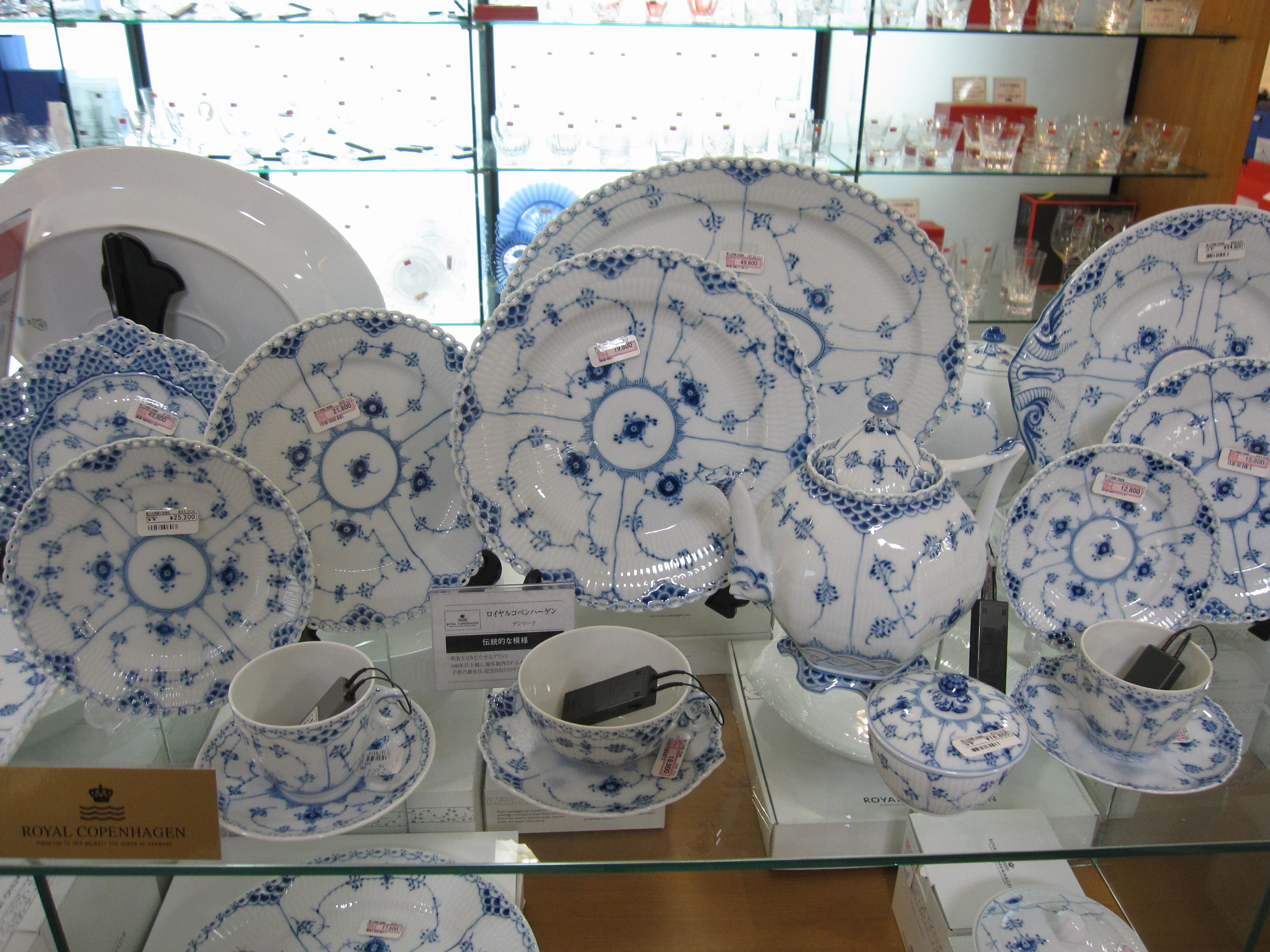
Musselmalet-Sortiment
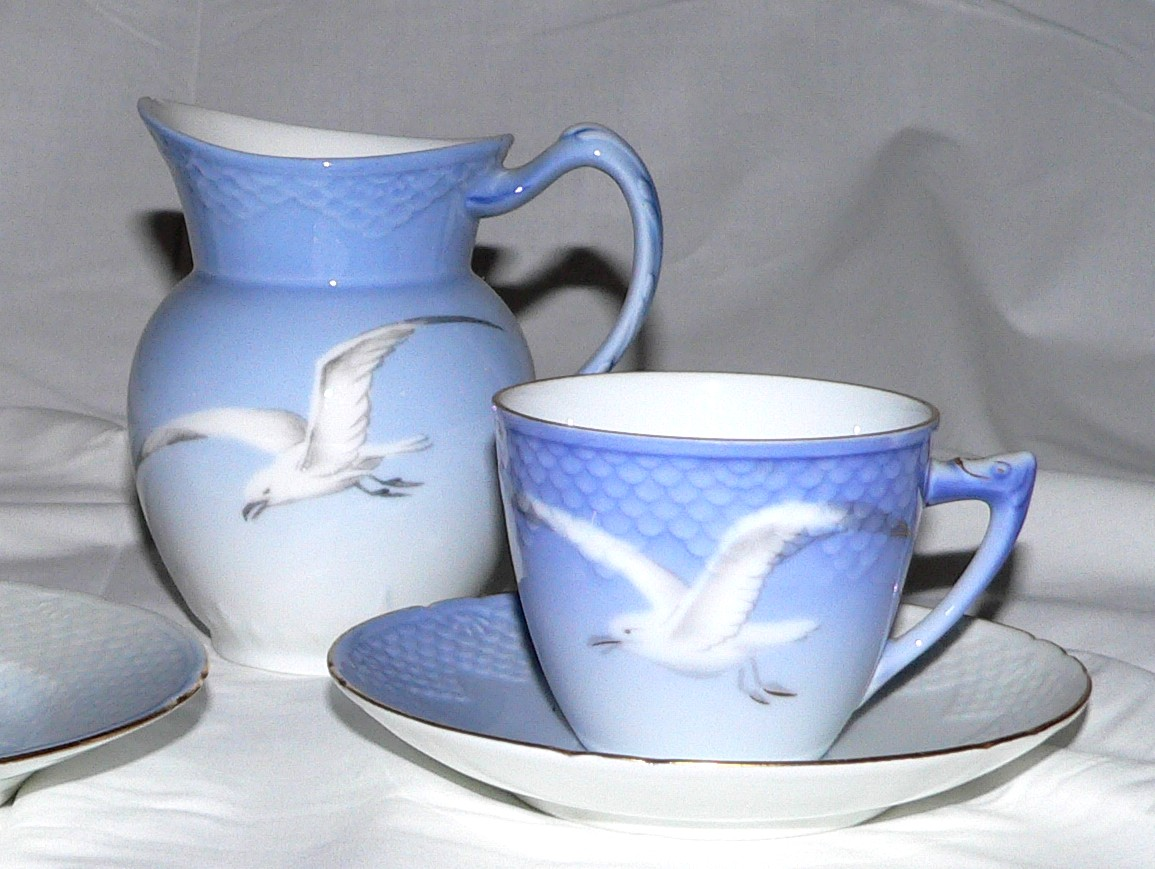
Möwenservice (dänisch Mågestellet)
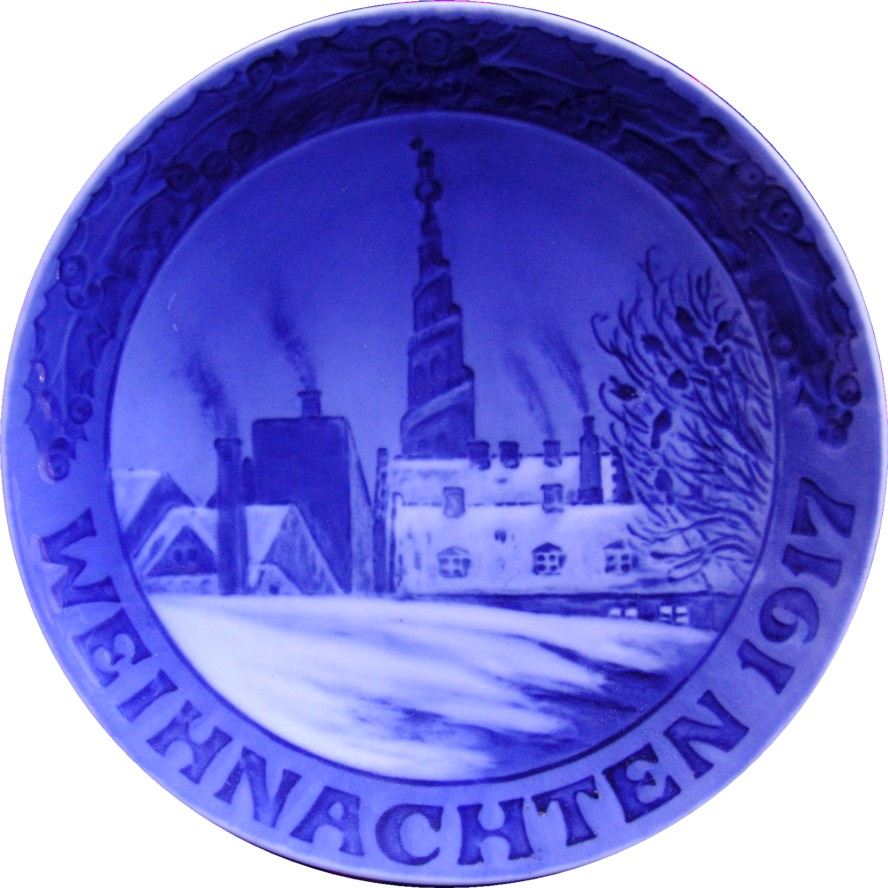
Weihnachtsteller für den deutschen Markt

## Manufakturmarke
Die Bodenmarke zeigt drei Wellenlinien, die die drei Meerengen Dänemarks symbolisieren: den Großen Belt, den Kleinen Belt sowie den Öresund.

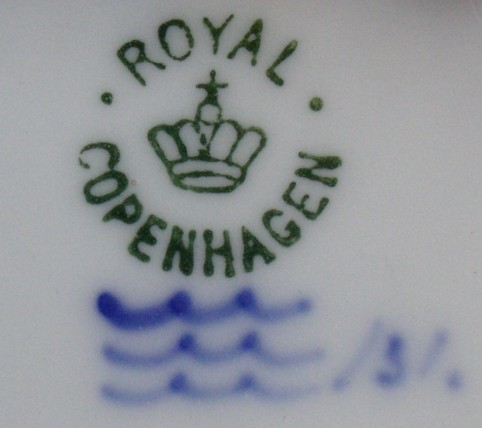
Stempel auf Wandteller (1917)
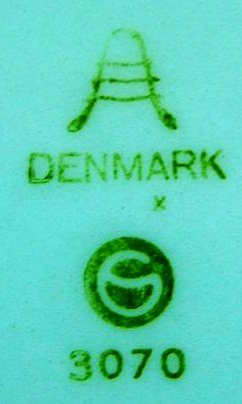
Aluminia-Bodenmarke (vor 1969): Drei Wellenlinien als Teil eines A's.
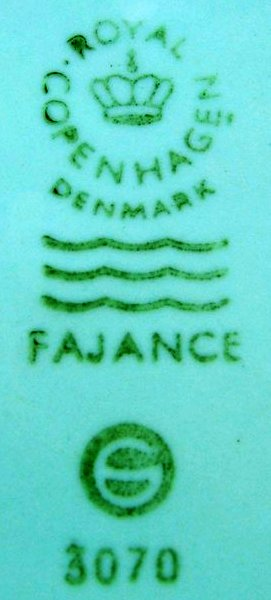
Royal Copenhagen Fajance (nach 1969)